# Krzysztof Zwoliński
Krzysztof Zwoliński (ur. 2 stycznia 1959 w Krapkowicach) – polski lekkoatleta, sprinter.
Zawodnik Victorii Racibórz i Górnika Zabrze. Olimpijczyk z Moskwy – srebrny medalista w sztafecie 4 × 100 m (38,33). W sztafecie 4 × 100 m zajął 6. miejsce (wraz z Zenonem Licznerskim, Czesławem Prądzyńskim i Marianem Woroninem) w mistrzostwach świata w Helsinkach (1983 – 38,72), 1. miejsce w Pucharze Świata w Rzymie (1981) biegnąc wraz z Z. Licznerskim, Leszkiem Duneckim i M. Woroninem, 2-krotnie 1. miejsce w finale Pucharu Europy w Turynie (1979 – 38,47) i Zagrzebiu (1981 – 38,66), 3. miejsce w PE Londyn 1983 (38,97) oraz brązowe medale ME juniorów (1977 Donieck – 40,66) i Zawodów Przyjaźni w 1984 (38,81). 
2-krotny rekordzista kraju w sztafecie reprezentacyjnej 4 × 100 m (do 38,33). Rekordy życiowe: 100 m – 10,38 (1982), 200 m – 20,96 (1984).